# Phthiracarus anakolos
Phthiracarus anakolos är en kvalsterart som beskrevs av Wojciech Niedbała 2006. Phthiracarus anakolos ingår i släktet Phthiracarus och familjen Phthiracaridae. Inga underarter finns listade i Catalogue of Life.